# Desa Masaran (administrativ by i Indonesien, Jawa Timur, lat -7,09, long 112,80)
Desa Masaran är en administrativ by i Indonesien.   Den ligger i provinsen Jawa Timur, i den västra delen av landet, 700 km öster om huvudstaden Jakarta. Desa Masaran ligger på ön Madura.